# Michal Pahulák
Michal Pahulák (* 4. září 1973 v Hradci Králové), je český hokejový trenér, rozhodčí a bývalý hokejový útočník.

## Kariéra
Odchovanec klubu Stadion Hradec Králové začal svoji extraligovou kariéru v roce 1993 ve svém mateřském klubu. V průběhu sezóny 1993/94 odehrál 25 utkání a připsal si v nich 5 bodů za 4 góly a 1 asistenci. Po sezóně 1994/95 přestoupil do extraligového HC Olomouc. V dalších letech hrál na Slovensku za týmy 1. a 2. slovenské ligy HK Trebišov, HKm Zvolen a MsHK Žilina. Po návratu do Česka v roce 2001 oblékal dres prvoligových HC Ytong Brno a v sezónách 2002/03 a 2003/04 HC VČE Hradec Králové. Po vynechané sezóně hrál v ročníku 2005/06 už pouze krajskou ligu za HC Náchod. Po ukončení profesionální hráčské kariéry se stal hokejovým rozhodčím a trénoval juniory.